# Campeonato Mundial de Wingsuit Flying
Campeonato Mundial de Wingsuit Flying (original, em inglês: World Wingsuit Race) é o maior torneio de wingsuit flying do mundo.
O objetivo é realizar o trajeto no menor tempo possível e aterrissar com segurança.

## Edições
A primeira edição do torneio aconteceu em 2012, na China.
| Edição | Ano  | Sede                   | Campeão       | Ref.  |
| ------ | ---- | ---------------------- | ------------- | ----- |
| I      | 2012 | China - Zhangjiajie    | Julian Boulle | [ 3 ] |
| II     | 2013 | Brasil - Bom Jardim-ES | Espen Fadnes  | [ 4 ] |

| xx | 2019 | Predefinição:Alemanha - Stefan Gilbert |  |  |
|    |      |                                        |  |  |